# Oksana Mas

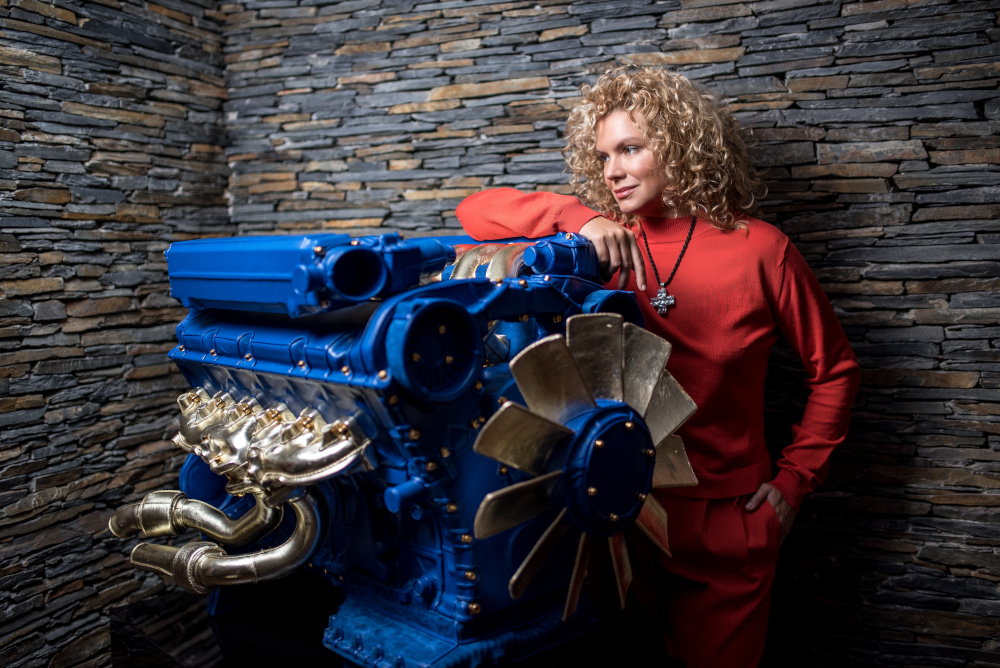
Oksana Mas mit ihrem Kunstwerk aus der Heart Transplant-Serie

Oksana Mykolajiwna Mas (ukrainisch Оксана Миколаївна Мась, * 5. September 1969 in Tschornomorsk, Ukrainische SSR) ist eine ukrainische Künstlerin. Sie ist die Organisatorin von „ArtTogether“, einem globalen interaktiven Kunstprojekt.

## Leben und Werk
Mas absolvierte 1986 die Ilyichevsk School of Art und studierte dann an der ältesten Kunstschule des Landes, der M.-B.-Grekow-Kunstschule Odessa (ukr.: Одеське художнє училище імені М. Б. Грекова), wo sie 1992 ihren Abschluss erhielt. Sie erwarb 2003 einen Bachelor of Philosophy-Abschluss an der Nationalen I.-I.-Metschnikow-Universität Odessa. Seit 2014 hat sie einen Master of Philosophy, und 2019 erhielt sie den Bachelor of Arts and Crafts and Restoration.

## Post vs. Proto Renaissance
Auf der Biennale in Venedig 2011 präsentierte Mas ihr Großprojekt Post vs. Proto Renaissance. Dieses Kunstwerk bestand aus 3.640.000 bunten, handbemalten Eiern, die in der Kirche San Fantin in Venedig ausgestellt und später an der Sophienkathedrale in Kiew installiert wurde. Die Holzeier wurden von 380.000 Menschen in 42 Ländern mit verschiedenen Mustern bemalt. Mas setzte die in verschiedenen Farben und Mustern bemalten Holzeier zu einem 92 × 134 Meter großen Mosaik zusammen. Dieses Gemeinschaftsprojekt war eine Mosaikplatte aus hölzernen Eiern, die eine Nachbildung des 1432 von den Van Eyck-Brüdern geschaffenen Fragments des Genter Altars in einer Vergrößerung zeigte.
Die Künstlerin verwendete bemalte Eier zum ersten Mal als Mosaikmodul in ihrem Werk Looking Into Eternity in der Mykhailivska-Kammer der Sophienkathedrale in Kiew. Diese Arbeit reproduzierte ein Fragment der galizischen Barockikone der Jungfrau Eleusa, die zu einem surrealen Effekt vergrößert wurde.
Mas arbeitet mit verschiedenen Medien, verwendet Mal- und Grafiktechniken, kreiert Skulpturen, Installationen und großformatige Fotoarbeiten. Sie hat an mehr als 300 Gruppen- und Einzelausstellungen, Kunstmessen und Kunstdiskussionen teilgenommen. Sie hält Vorlesungen über zeitgenössische Kunst an Universitäten in den Vereinigten Staaten, Großbritannien (Cambridge) und Deutschland.

## Ausstellungen (Auswahl)
- 1996: Zentralhaus der Künstler, Moskau
- 1996: Städtische Ausstellungshalle, Maastricht[8]
- 1997: Museum der Schönen Künste, Iljitschewsk
- 2004: Iris, Barcelona
- 2005, 2009, 2010: Aidan Gallery, Moskau
- 2006, 2007, 2008, 2009, 2010: ART Moscow, Moskau
- 2006, 2007: Art Basel Miami, Miami, USA
- 2006, 2008, 2009, 2010: Art Dubai, Dubai, Vereinigte Arabische Emirate
- 2007, 2008, 2009, 2010: Fiac, Paris, Frankreich
- 2007: Bewegung. Evolution. Kunst, Kulturstiftung „Ekaterina“, Moskau
- 2009: The Armory Show, New York City, USA
- 2010: ARCO, Madrid
- 2011: 54. Biennale Venedig, Venedig[9]
- 2012: MAS&PICASSO, Monte Carlo, Monaco
- 2013: 55. Biennale Venedig, Venedig
- 2013: White Light/White Heat, Projekt Glasstress, 55. Biennale Venedig, London
- 2014: „Frauen und Kunst“, 5. Biennale für Frauenkunst, Museum of Contemporary Arts, Schardscha, Vereinigte Arabische Emirate
- 2016: COSMOSCOW – Monotribüne der Heritage International Art Gallery

### Einzelausstellungen
- 2008: M.A.S., Moscow Museum of Modern Art, Moskau
- 2017: MA*GA Museum, Gallarate, Italien
- 2018: Spirituelle Städte, Sotheby’s, Mailand, Italien

## Auszeichnungen
- 2012: Golden Jug Award[10]

## Veröffentlichungen
- Laura Artoni, Filomena Moscatelli (Hrsg.): Oksana Mas. Ausstellungskatalog. Edizioni Charta Srl, 2012, ISBN 978-88-8158-826-8 (italienisch, ukrainisch, englisch).